# Anthea Hamilton
Anthea Hamilton (1978) is een Engelse beeldende kunstenares, die in haar sculpturen en video's elementen gebruikt uit muziek, mode en design, om popcultuur te onderzoeken en de manier waarop die gebruikt wordt in de mainstream. In 2022 organiseerde M HKA in Antwerpen met Mash Up de eerste grote overzichtstentoonstelling van haar werk. De titel van deze expo refereert naar haar werkwijze, waarbij ze bekende beelden in nieuwe contexten plaatst.

## Biografie
Anthea Hamilton werd geboren in Londen, in 1978. Als kind toonde ze geen interesse in kunst en toen ze zes jaar oud was, vertelde ze aan haar moeder dat ze accountant wilde worden, vanwege haar liefde voor wiskunde. Later verandert ze van mening en gaat ze aan de Leeds Metropolitan University en het Royal College of Art in Kensington studeren. Tijdens haar studententijd schildert ze de dingen om haar heen - van komkommers en aubergines tot een fallus - en geniet ze van de reacties en absurde gesprekken die dat uitlokt. In 2005 studeert ze af.
In 2006 debuteert ze als solo-artieste met de installatie Athens in de Londense Ibid Gallery. Voor haar tweede solo-show - Cut-Outs (2007) - trekt ze naar Galerie Fons Welters in Amsterdam. Voor deze installatie deelt een houten scheidingswand de tentoonstellingsruimte op in een wit en een helblauw geschilderd gedeelte. In de scheidingswand zelf zijn voorwerpen gemonteerd, zoals een tros blauwe druiven naast een fles rosé, een touw, een trechter, een parfumverstuiver, een tamboerijn, een opengeslagen boek, een gloeilamp en een laars. Doorheen de installatie staan uit onbewerkt triplex gezaagde benen - gemodelleerd naar haar eigen benen - waardoor verschillende dubbelgangers van de kunstenaar "haar onvervulde ideeën en fantasieën uitbeelden". In 2008 volgt de installatie Gymnasium, voor de Chisenhale Gallery in Londen, waar ze sportmateriaal zoals rode valmatten en een voetbalnet combineert met uitgezaagde armen en benen en rondgestrooide damesschoenen. Ze speelt hier met de verschillende betekenissen van het woord gymnasium; naast "sportfaciliteit" betekent het ook "school" en in de oorspronkelijke Griekse context duidde het op "een plek om naakt te zijn".
In 2009 maakt ze de expo Turnhalle voor galerij Kunstverein Freiburg, waar ze opnieuw aan de slag gaat met elementen uit een sportschool.. Datzelfde jaar presenteert ze Spaghetti Hoops in La Salle de Bains in Lyon, waar ze werkt rond popcultuur-referenties. Spaghetti hoops (of "spaghetti hoepels") zijn "een afgeleide van traditionele Italiaanse pasta ... dat gemuteerd is in een zeer commercieel object en een zeer Britse interpretatie van iets klassiek Europees". Voor Studio Voltaire in Londen maakt ze in 2009 ook nog Calypsos, in samenwerking met schilder Nicholas Byrne, waar ze werken rond de verzamelplaat Calypsos - Too Hot To Handle, met muziek van oa. Lord Kitchener, Mary Bryant en The Charmer.
In 2011 ontwikkelt ze in de Londense Ibid Gallery een filmproject voor de Frieze Film Commission van Frieze Magazine. De film heet Venice en wordt gemaakt in de galerie tijdens een expositie die Open Set heet. Voor dit project haalt ze inspiratie bij "middeleeuwse hoofse liefde, Italiaans design uit de jaren zeventig, Amerikaans superrealisme, Venetië en disco". De culturele toe-eigening van disco komt geregeld terug als onderwerp in haar werk: “Met zijn sterke kin en uitgesproken kaaklijn doet John Travolta denken aan een Grieks-Romeins standbeeld. Wat mij vooral interesseerde was hoe Travolta in de jaren 70 plots hét icoon van de discocultuur werd, terwijl disco toch ontstaan was in de zwarte homogemeenschap. Toen disco eenmaal populair werd, gingen Travolta en Hollywood met de eer lopen. Met dit soort beelden wil ik mensen doen nadenken”, verklaart ze.
Voor Tate Modern in Londen maakt ze in 2012 de performance Kabuki, gebaseerd op het klassieke Japanse danstheater van Noh en Kabuki. Hiervoor werkt ze met ongetrainde dansers "om een deel van de oorspronkelijke choreografische taal te interpreteren", waarmee Hamilton onderzoekt "hoe actie en gebaren van de ene cultuur en generatie op de andere kunnen worden overgedragen." Voor de expo Let's Go (2013) in de Londense Bloomberg Space vindt ze opnieuw inspiratie bij het kabukitheater, naast het werk van striptekenaar Robert Crumb.
Ze werkt opnieuw met Nicholas Byrne voor LOVE (2014), een project voor het Glasgow International Festival of Contemporary Art. In 2014 neemt ze ook deel aan de 10e Biënnale in Gwangju in Zuid-Korea en in 2015 neemt ze deel aan de 13e Biennale van Lyon.
Haar eerste expo in de Verenigde Staten - Lichen! Libido! Chastity! (2015) - in het SculptureCenter in Long Island, is een verzameling van oud en nieuw werk. Hier toont ze voor de eerste keer haar werk Project for a Door (After Gaetano Pesce): een deuropening bestaande uit grote blote billen, die verwijzen naar een ontwerpvoorstel dat de Italiaanse architect Caetano Pesci maakte voor een gebouw aan Park Avenue in Manhattan, dat nooit verwezenlijkt werd.
In 2016 wordt ze - samen met Michael Dean, Helen Marten en Josephine Pryde - genomineerd voor de Turner Prize. Als het werk van de vier artiesten samen gepresenteerd wordt in Tate Modern in Londen, toont Hamilton opnieuw Project for a Door (After Gaetano Pesce). De krant The Guardian omschrijft haar werk als "representatief voor het vreemdere, wonderbaarlijkere en gekkere uiteinde van het artistieke spectrum, waarbij surrealisme en komedie vaak met populaire cultuuronderwerpen worden samengebracht."
In 2018 krijgt ze de opdracht om een werk te maken voor de prestigieuze neo-klassieke Duveen Galleries van Tate Britain. Directeur Alex Farquharson noemt haar werk "een unieke bijdrage aan de Britse en internationale kunst, met haar visueel speelse en doordachte werken". Voor haar werk The Squash bewegen "mysterieuze wezens in pompoenkostuums" zich langzaam door de galerij, die bedekt werd met meer dan 7000 witte tegels, zodat ze op een zwembad of een enorme badkamer lijkt.
Voor de expo a is for and, am, anxious, apple, adore…, in de Milanese galerij Kaufmann Repetto, werkt ze opnieuw met cut-outs van haar eigen benen in acryl en introduceert ze de "wavy boot" ("gegolfde laars"), waarbij ze speelt met "het begrip accessoire als een nutteloze aangelegenheid, maar ook als een fetisj en een object van zowel erotisch als consumentistisch verlangen". In 2022 exposeert ze opnieuw bij Kaufmann Repetto, met Cold, Cold Heart.
In 2022 organiseert het Museum van Hedendaagse Kunst Antwerpen (M HKA) de expo Mash Up, haar eerste overzichtstentoonstelling. Deze tentoonstelling omvat bijna twintig jaar, van haar allereerste video tot werk dat speciaal voor deze tentoonstelling gemaakt werd. De titel verklaart Hamilton als volgt: "De meeste mensen kennen het begrip mash-up uit de muziek, waar het staat voor het door elkaar draaien van verschillende nummers, maar ik ken het vooral uit het Jamaicaanse patois: ben je helemaal uitgeput of kapot dan ben je mash up. Tegelijkertijd is er een positieve connotatie: mash up betekent ook ‘iets volledig beheersen’: zoals wanneer je de dj bent op een geweldig feest en iedereen is aan het dansen. Ik hou van die verschillende betekenissen.” "Haar sculpturen, beelden en installaties stellen een alternatieve, meer gefragmenteerde realiteit voor waarin Hamilton seksualiteit, huiselijkheid en de tradities van verschillende culturen en subculturen niet langer behandelt als in steen gebeitelde conventies of clichés, maar als beweeglijke denkbeelden die elkaar beïnvloeden, versterken of in elkaar vloeien", verklaart een tekst van het M HKA. "Totaal onbegrijpelijk maar wel mooi", kopt De Standaard. Het Nieuwsblad schrijft "Hamilton’s werk werd wereldwijd tentoongesteld en wordt vaak beschreven als surrealistisch en ietwat vreemd. Met haar werk wil de kunstenares naar eigen zeggen een nieuwe blik werpen op lichamen, materialen en ruimte." Naar aanleiding van deze tentoonstelling verschijnt het boek Mash Up – works from 1999 to 2022, dat uitgegeven wordt door het M HKA en Triangle Books.
In 2023 stelt ze in de Bourse de Commerce in Parijs de performance Decade of Emotion voor, waarin ze een fictieve progrockgroep uit de jaren '60 en '70 voorstelt.

## Oeuvre
- 2006: Athens - Ibid Gallery, Londen
- 2007: Cut-outs - Galerie Fons Welters, Amsterdam
- 2008: Gymnasium - Chisenhale Gallery, Londen
- 2009: Turnhalle - Kunstverein Freiburg
- 2009: Spaghetti Hoops - La Salle de Bains, Lyon
- 2009: Calypsos - Studio Voltaire, Londen - ism. Nicholas Byrne
- 2011: Open Set / Venice - Ibid Gallery / Frieze Films Commission
- 2012: Kabuki - Tate Modern, Londen
- 2012: Sorry I'm Late - Firstsite, Colchester[44]
- 2013: Let's Go - Bloomberg Space, Londen
- 2014: LOVE - Glasgow International - ism. Nicholas Byrne
- 2015: La Vie Moderne - Biennale de Lyon
- 2015: Lichen! Libido! Chastity! - SculptureCenter, Long Island
- 2015: Donuts - ICA, Londen[45]
- 2016: Project for a Door (After Gaetano Pesce) - Tate Modern, Londen
- 2016: Anthea Hamilton Reimagines Kettle's Yard - The Hepworth, Wakefield[46]
- 2016: Kar-A-Sutra (After Mario Bellini) - Frieze, New York[47]
- 2016: LOVE IV: Cold Shower - Schinkel Pavilion, Berlijn[48] - ism. Nicholas Byrne
- 2017: Corn Smut - White Cubicle Toilet Gallery, Londen[49] - ism. Samuel Nicolle
- 2018: The Squash - Tate Britain, Londen
- 2018: a is for and, am, anxious, apple, adore… - Kaufmann Repetto, Milaan
- 2018: The New Life - Secession, Wenen[50]
- 2019: Anthea Hamilton: The Prude - Thomas Dane Gallery, Londen[51]
- 2021: The Garden - Studio Voltaire, Londen[52]
- 2022: Mash Up - M HKA, Antwerpen
- 2022: Cold, Cold Heart - Kaufmann Repetto, Milaan[37]
- 2022: The Pillow Book - O'Flaherty's, New York[53]
- 2023: Decade of Emotion - Bourse de Commerce, Parijs[54]